# Spies and Lies (书籍)
《间谍与谎言：中国最伟大的隐蔽行动如何愚弄了世界》（英語：Spies and Lies: How China's Greatest Covert Operations Fooled the World）是周安瀾于2022年撰写的书籍，书中称西方世界长期忽视中国政府不断扩张的影响力以及中国在海外的情报活动。该书特别关注中国国家安全部（MSS）在美国的活动。该书由Hardie Grant Books出版，于2022年10月4日发行。该书具有影响力，受到包括众议员麦克·加拉格尔的认可，麦克在数月后成为美国与中共战略竞争特设委员会的第一任领导人。澳大利亚战略与国际研究中心主席查尔斯·埃德尔（Charles Edel）将这本书的方法描述为对该主题的“近乎法医”式研究。

## 评价
该书的发行获得了《外交》、《华尔街日报》和《经济学人》的好评。其搅起了一些争议，特别是探讨了中国国家安全部成功拉拢了澳大利亚前总理鲍勃·霍克以重塑中国在六四事件之后的形象的过程。